# Dom Pérignon (značka)

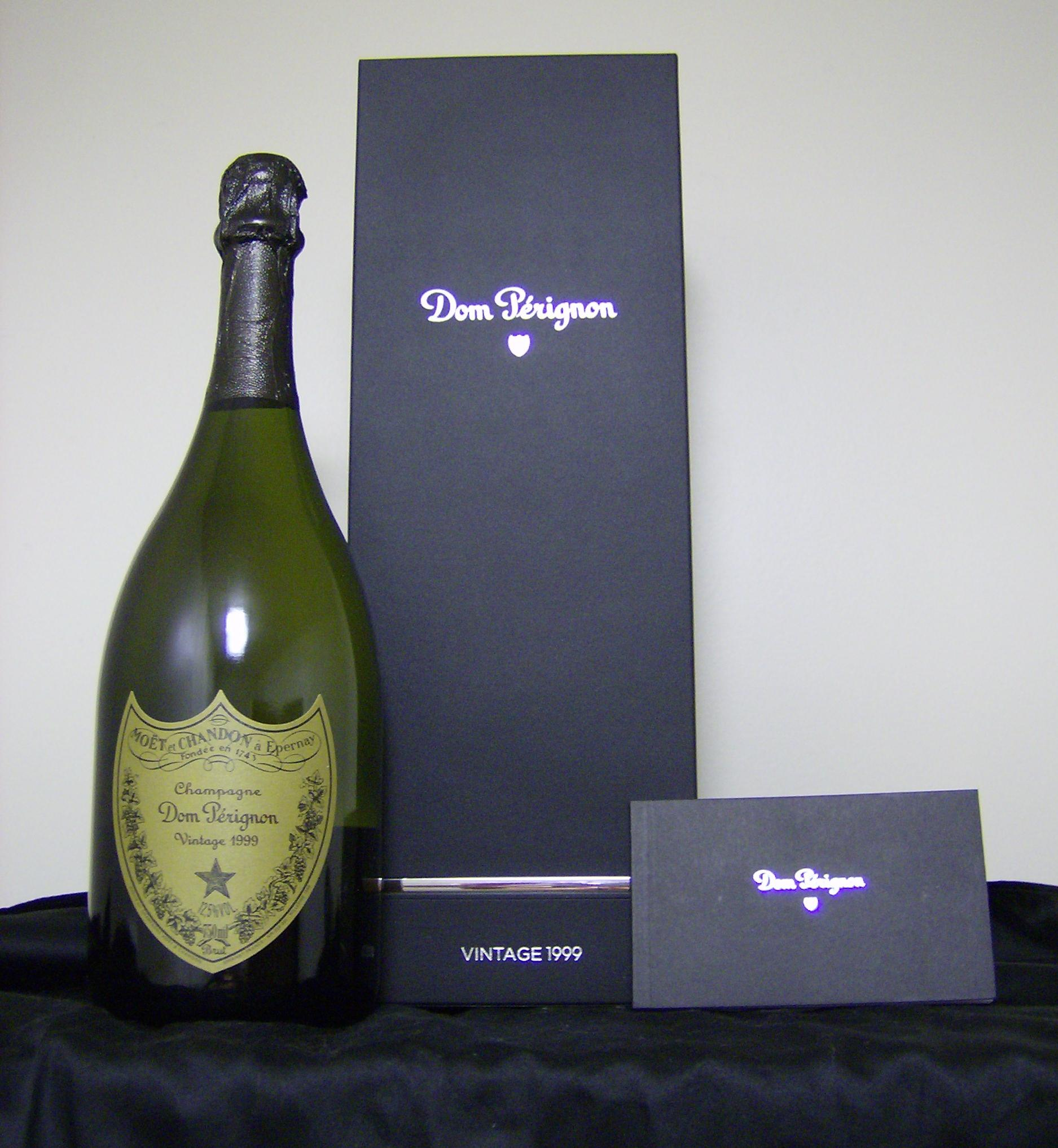
Dom Pérignon.

Dom Pérignon ([dɔ peʁiɲɔ]) je značka šampaňského, kterou vyrábí firma Moët & Chandon coby svůj nejluxusnější výrobek. Je pojmenována po Dom Pérignonovi, benediktinském mnichu, který byl významným průkopníkem kvality šampaňského vína, ale který na rozdíl od populárních mýtů neobjevil metodu výroby šumivých vín.
Prvním ročníkem Dom Pérignon byl rok 1921 a do prodeje byl uveden až v roce 1936 poté, co jej do New Yorku odvezla loď Normandie. Značku, která ještě nebyla využívána, předala firma Champagne Mercier společnosti Moët v roce 1927 u příležitosti svatby členů těchto dvou vinařských rodin. Pro výrobu se užívá směs odrůd pinot noir (rulandské modré) a chardonnay. Značka Dom Pérignon se neprodukuje každý rok, ale jen ve vybraných ročnících.